# Orbita Larmora
Orbita Larmora – śrubowy tor, po którym cząstka naładowana elektrycznie porusza się w jednorodnym polu magnetycznym. Tor ten jest złożeniem jednostajnego ruchu po okręgu dookoła linii pola magnetycznego oraz ruchu prostoliniowego wzdłuż linii tego pola. W przypadku zerowej składowej prędkości wzdłuż linii pola, ruch cząstki jest ruchem po okręgu.
Promień orbity spiralnej mierzony w płaszczyźnie prostopadłej do linii pola magnetycznego nazywa się promieniem Larmora.